# Tensor deformación
El tensor deformación o tensor de deformaciones es un tensor simétrico usado en mecánica de medios continuos y mecánica de sólidos deformables para caracterizar el cambio de forma y volumen de un cuerpo. En tres dimensiones un tensor (de rango dos) de deformación tiene la forma general:

{\displaystyle \mathbf {D} ={\begin{pmatrix}\varepsilon _{11}&\varepsilon _{12}&\varepsilon _{13}\\\varepsilon _{21}&\varepsilon _{22}&\varepsilon _{23}\\\varepsilon _{31}&\varepsilon _{32}&\varepsilon _{33}\end{pmatrix}}}

Donde cada una de los componentes del tensor anterior es una función cuyo dominio es el conjunto de puntos del cuerpo cuya deformación pretende caracterizarse. El tensor de deformaciones está relacionado con el tensor de tensiones mediante las ecuaciones de Hooke generalizadas, que son relaciones de tipo termodinámico o ecuaciones constitutivas para el material del que está hecho el cuerpo.
Téngase en cuenta que estos componentes εij) en general varían de punto a punto del cuerpo y por tanto la deformación de cuerpos tridimensionales se representa por un campo tensorial.

## Tipos de tensores de deformación
En mecánica de medios continuos se distingue entre varios tipos de tensores para representar la deformación. Los tensores finitos de deformación miden la verdadera deformación, pueden usarse tanto deformaciones grandes como pequeñas y pueden dar cuenta de no linealidades geométricas. Cuando las deformaciones son pequeñas con bastante adecuación se puede usar el tensor infinitesimal de deformaciones que se obtiene despreciando algunos términos no lineales de los tensores finitos. En la práctica más común de la ingeniería para la mayoría de aplicaciones prácticas se usan tensores infinitesimales.
Además para los tensores finitos se diferencia entre tensores materiales y tensores espaciales según sea el sistema de coordenadas usado para representarlo.

## Tensor infinitesimal de deformación
- Tensor infinitesimal de Green-Cauchy, o tensor ingenieril de deformaciones, es el usado comúnmente en ingeniería estructural y que constituye una aproximación para caracterizar las deformaciones en el caso de muy pequeñas deformaciones (inferiores en valor absoluto a 0,01). En coordenadas cartesianas dicho tensor se expresa en términos de los componentes del campo de desplazamientos como sigue:

{\displaystyle {\tilde {\varepsilon }}_{ij}={1 \over 2}\left({\partial u_{i} \over \partial x_{j}}+{\partial u_{j} \over \partial x_{i}}\right)\qquad \Rightarrow {\begin{cases}\varepsilon _{xx}={\cfrac {\partial u}{\partial x}},\quad \varepsilon _{yy}={\cfrac {\partial v}{\partial y}},\quad \varepsilon _{zz}={\cfrac {\partial w}{\partial z}}\\\varepsilon _{xy}=\varepsilon _{yx}={\cfrac {1}{2}}\left({\cfrac {\partial u}{\partial y}}+{\cfrac {\partial v}{\partial x}}\right)\\\varepsilon _{xz}=\varepsilon _{zx}={\cfrac {1}{2}}\left({\cfrac {\partial u}{\partial z}}+{\cfrac {\partial w}{\partial x}}\right)\\\varepsilon _{yz}=\varepsilon _{zy}={\cfrac {1}{2}}\left({\cfrac {\partial v}{\partial z}}+{\cfrac {\partial w}{\partial y}}\right)\end{cases}}}

Donde:
{\displaystyle \mathbf {u} =(u_{1},u_{2},u_{3})=(u,v,w)} representa el campo vectorial de desplazamientos del cuerpo, es decir, la diferencia entre la posición final e inicial de cada punto y x1 = x, x2 = y y x3 = z son las coordenadas tomadas sobre la forma geométrica original del cuerpo.
{\displaystyle \mathbf {r} =(x_{1},x_{2},x_{3})=(x,y,z)} son las coordenadas de cada punto material del cuerpo.
Los componentes del tensor infinitesimal de Green-Cauchy admiten interpretaciones físicas relativamente simples:
- El elemento diagonal εii, también denotado εi, representa los cambios relativos de longitud en la dirección i, dirección dada por el eje Xi). La suma ε11+ε22+ε33 es igual al cambio de volumen relativo del cuerpo.
- Los elementos εij (= 1/2·γij) (i ≠ j) representan deformaciones angulares, más concretamente la variación del ángulo recto entre las direcciones ortogonales i y j. Por tanto la distorsión o cambio de forma viene caracterizada por 3 componentes de este tensor deformación (ε12, ε13, ε23).

## Tensores finitos de deformación
Todos estos tensores se construyen a partir del tensor gradiente de deformaciones (tensores materiales) o bien de su inverso (tensores espaciales). Si pensamos que una deformación es una aplicación: {\displaystyle \mathbf {T_{D}} :K\subset \mathbb {R} ^{3}\rightarrow K'\subset \mathbb {R} ^{3}} donde K es el conjunto de puntos del espacio ocupados por el sólido (o medio continuo) antes de la deformación y K'  el conjunto de puntos del espacio ocupados después de la deformación. Entonces podemos definir tensor gradiente de deformaciones como la matriz jacobiana de TD:

{\displaystyle \mathbf {F} =D\mathbf {T_{D}} ={\boldsymbol {\nabla }}\mathbf {T_{D}} ={\begin{pmatrix}{\cfrac {\partial x'}{\partial x}}&{\cfrac {\partial x'}{\partial y}}&{\cfrac {\partial x'}{\partial z}}\\{\cfrac {\partial y'}{\partial x}}&{\cfrac {\partial y'}{\partial y}}&{\cfrac {\partial y'}{\partial z}}\\{\cfrac {\partial z'}{\partial x}}&{\cfrac {\partial z'}{\partial y}}&{\cfrac {\partial z'}{\partial z}}\end{pmatrix}}}

Donde (x,y,z) representan las coordenadas de un punto genérico antes de la deformación y (x',y',z' ) las coordenadas del mismo punto después de la deformación. En función de este tensor gradiente de deformaciones se definien los siguientes tensores finitos de deformación:
- Tensor material de Green-Lagrange. Se puede obtener a partir del tensor gradiente de deformación y su transpuesta:

{\displaystyle \mathbf {D} _{m}=\mathbf {E} ={\frac {1}{2}}(\mathbf {F} ^{T}\mathbf {F} -\mathbf {1} )}

O bien en función del campo de desplazamientos:

{\displaystyle \varepsilon _{ij}={1 \over 2}\left({\partial u_{i} \over \partial x_{j}}+{\partial u_{j} \over \partial x_{i}}+\sum _{k}{\partial u_{k} \over \partial x_{i}}{\partial u_{k} \over \partial x_{j}}\right)}

- Tensor espacial (finito) de Almansi. Se puede obtener a partir del inverso del tensor gradiente de deformación y su traspuesto de un modo similar a como se obtenía el tensor material y es la contrapartida "espacial" del tensor de Green-Lagrange:

{\displaystyle \mathbf {D} _{e}=\mathbf {e} ={\frac {1}{2}}(\mathbf {1} -\mathbf {F} ^{-T}\mathbf {F} ^{-1})}

- Tensor material (finito) de Finger (por Josef Finger (1894)). Siendo G el tensor de la base en la configuración indeformada o base material, se define como:

{\displaystyle \mathbf {b} =\mathbf {F} \mathbf {G} ^{-1}\mathbf {F} ^{T}}

## Cálculo de magnitudes del sólido deformado
Si se conce el tensor deformación de un sólido y las dimensiones originales de un cuerpo, pueden calcularse las magnitudes que definen la forma del cuerpo deformado.

### Variaciones de longitud
{\displaystyle \left({\frac {dL'}{dL}}\right)^{2}=1+2\mathbf {n} \cdot (\mathbf {D_{m}} \mathbf {n} )}
{\displaystyle \left({\frac {dL'}{dL}}\right)\approx 1+\mathbf {n} \cdot ({\boldsymbol {\tilde {\varepsilon }}}\mathbf {n} )}

### Variaciones angulares
Si se consideran dos curvas, dos rectas o dos aristas de un sólido deformado que se cruzan en un punto P del sólido, la relación entre el ángulo inicial (antes de la deformación) y final (después de la deformación) que forman dichas direcciones calcularse a partir de la siguiente expresión:

{\displaystyle 2\mathbf {n} _{1}\cdot \mathbf {D_{m}} (\mathbf {n} _{2})={\sqrt {1+2\varepsilon _{1}}}{\sqrt {1+2\varepsilon _{2}}}\cos \theta _{0}-\cos \theta _{f}}

Donde:
{\displaystyle \mathbf {n} _{1},\mathbf {n} _{2}}, son los vectores unitarios tangentes a las dos curvas o direcciones en el punto de corte.
{\displaystyle \varepsilon _{1},\varepsilon _{2}}, son las deformaciones unitarias medidas a lo largo de esas dos direcciones.
{\displaystyle \theta _{0},\theta _{f}\;}, son el ángulo entre las dos direcciones antes de la deformación y el ángulo después de la deformación.
Para deformaciones angulares pequeñas la expresión anterior puede aproximarse mediante la relación aproximada:

{\displaystyle \Delta \theta =\theta _{f}-\theta _{0}\approx {\frac {(\varepsilon _{1}+\varepsilon _{2})\cos \theta _{0}-2\mathbf {n} _{1}\cdot \mathbf {D_{e}} (\mathbf {n} _{2})}{\sin \theta _{0}}}}

Esta última es la expresión más comúnmente usada en las aplicaciones prácticas e ingenieriles. Cuando las dos direcciones son perpendiculares la expresión anterior se vuelve tan simple como:

{\displaystyle \Delta \theta =\theta _{f}-\theta _{0}\approx 2\mathbf {n} _{1}\cdot \mathbf {D_{e}} (\mathbf {n} _{2})}

De esa última ecuación surge la interpretación que se hace usualmente en elasticidad de lineal de interpretar los componentes fuera de la diagonal del tensor deformación como variaciones angulares:

{\displaystyle \Delta \theta _{xy}=2\varepsilon _{xy},\quad \Delta \theta _{xz}=2\varepsilon _{xz},\quad \Delta \theta _{yz}=2\varepsilon _{yz}}

### Variaciones de volumen
Dado un punto de un sólido deformable la relación entre el volumen final V' de un entorno arbitrariamente pequeño alrededor de dicho punto y el volumen inicial V puede expresarse mediante la relación diferencial:

{\displaystyle {\frac {dV'}{dV}}={\sqrt {1+2{\mbox{tr}}(\mathbf {D_{m}} )+4I_{2}(\mathbf {D_{m}} )+8\det(\mathbf {D_{m}} )}}\approx 1+{\mbox{tr}}({\tilde {\boldsymbol {\varepsilon }}})=1+\left({\tilde {\varepsilon }}_{xx}+{\tilde {\varepsilon }}_{yy}+{\tilde {\varepsilon }}_{zz}\right)}

La relación de densidad final y densidad inicial dado que la masa se conserva es inversa de la relación anterior.

### Dirección principales de deformación
Localmente la deformación de un sólido se puede representar por acortamientos o estiramientos en tres direcciones mutuamente perpendiculares. En cada punto de un sólido deformable las direcciones principales son precisamente las tres direcciones en las que se producen los estiramientos que localmente caracterizan la deformación.
Desde un punto de vista algebraico las direcciones principales pueden calcularse considerando los valores y vectores propios del tensor deformación en el punto estudiado.